# Quique Andreu
Pour les articles homonymes, voir Andreu.
Enrique Andreu Balbuena, connu sous le nom de Quique Andreu, né le 20 octobre 1967 à Valence, est un ancien joueur espagnol de basket-ball, évoluant au poste de pivot.

## Biographie

### Palmarès
- 3e du championnat d'Europe 1991
- Champion d'Espagne 1995, 1996, 1997 (FC Barcelone)
- Vainqueur de la coupe du Roi 1990 (Saragosse), 1994 (FC Barcelone)